# HitQuarters
HitQuarters – wydawnictwo internetowe dotyczące branży muzycznej.
HitQuarters powstało w 1999 roku jako wydawnictwo internetowe ściśle związane z przemysłem muzycznym. Dwaj Szwedzi, bracia Ranis i Pontus Edenberg, rozpoczęli działalność firmy w Amsterdamie i Brukseli. Początkowo była to paneuropejska organizacja, lecz miała również swoje biura w Ameryce Północnej przed 2001 rokiem. Główne siedziby w Holandii (Amsterdam) i Szwecji (Sztokholm) zostały zamknięte w 2003 roku w wyniku restrukturyzacji. Pomimo że HitQuarters zatrudnia około 25-40 ludzi, firma nie posiada głównej siedziby. Właściciele odrzucili dwie niezależne propozycje wykupu firmy (kwoty nieznane) przez Tonos (2002) oraz przez BMG (2004), firma nadal kierowana jest niezależnie.
Jego cechą charakterystyczną jest największa światowa wyszukiwarka związana z przemysłem muzycznym, która zawiera informacje o A&R, menadżerach, producentach, autorach piosenek i wydawcach muzycznych. Jest to spis, który podaje zarówno dane kontaktowe jak i dotychczasowe osiągnięcia osób i firm.
Wyszukiwarka o nazwie „HitTracker” jest zbiorem wiadomości o osobach i firmach z branży muzycznej mającym pomóc muzykom uzyskanie informacji o tym z kim podpisują umowy dotyczące nagrań, opieki menadżerskiej oraz wydawania płyt. HitQuarters oprócz danych kontaktowych przedstawia też osiągnięcia w pracy A&R, menadżerów, producentów, wydawców i autorów piosenek, którzy aktywnie działają w przemyśle muzycznym.
Początkowo wortal HitQuarters zdobył popularność prezentując światu pierwsze ogólnoświatowe top listy A&R: tygodniowe World Top 20 A&R Chart i roczne World Top 100 A&R Chart.
Listy powstawały na podstawie szczegółowego systemu punktacji opracowanego dla wschodzących artystów na scenie światowej. Głównym celem listy jest umożliwienie autorom tekstów piosenek, producentom, artystom i muzykom (którzy nie są związani kontraktem, tzw. unsigned) wyboru odpowiedniego A&R, który pozwoli im odnieść sukces w branży muzycznej. System bazuje na oficjalnych krajowych listach wyników sprzedaży na największych rynkach muzycznych tj. USA, Wielka Brytania, Niemcy i Francja.